# Budynek przy ul. Henryka Sienkiewicza 6/8 w Toruniu
Budynek przy ul. Henryka Sienkiewicza 6/8 w Toruniu – budynek zbudowany w I połowie lat 80. XIX wieku na Bydgoskim Przedmieściu w Toruniu. W okresie międzywojennym mieściła się tu Szkoła Podstawowa nr 13. Obiekt wpisany jest do gminnej ewidencji zabytków (nr 1092).